# Monseñor Iturriza (khu tự quản)
Monseñor Iturriza là một khu tự quản thuộc bang Falcón, Venezuela. Thủ phủ của khu tự quản Monseñor Iturriza đóng tại Chichiriviche. Khự tự quản Monseñor Iturriza có diện tích 907 km2, dân số theo điều tra dân số ngày 21 tháng 10 năm 2001 là 17774 người.